# Victrice de Rouen
 (février 2021).
La mise en forme du texte ne suit pas les recommandations de Wikipédia : il faut le « wikifier ».
Les points d'amélioration suivants sont les cas les plus fréquents. Le détail des points à revoir est peut-être précisé sur la page de discussion.
- Les titres sont pré-formatés par le logiciel. Ils ne sont ni en capitales, ni en gras.
- Le texte ne doit pas être écrit en capitales (les noms de famille non plus), ni en gras, ni en italique, ni en « petit »…
- Le gras n'est utilisé que pour surligner le titre de l'article dans l'introduction, une seule fois.
- L'italique est rarement utilisé : mots en langue étrangère, titres d'œuvres, noms de bateaux, etc.
- Les citations ne sont pas en italique mais en corps de texte normal. Elles sont entourées par des guillemets français : « et ».
- Les listes à puces sont à éviter, des paragraphes rédigés étant largement préférés. Les tableaux sont à réserver à la présentation de données structurées (résultats, etc.).
- Les appels de note de bas de page (petits chiffres en exposant, introduits par l'outil «  Source ») sont à placer entre la fin de phrase et le point final[comme ça].
- Les liens internes (vers d'autres articles de Wikipédia) sont à choisir avec parcimonie. Créez des liens vers des articles approfondissant le sujet. Les termes génériques sans rapport avec le sujet sont à éviter, ainsi que les répétitions de liens vers un même terme.
- Les liens externes sont à placer uniquement dans une section « Liens externes », à la fin de l'article. Ces liens sont à choisir avec parcimonie suivant les règles définies. Si un lien sert de source à l'article, son insertion dans le texte est à faire par les notes de bas de page.
- La présentation des références doit suivre les conventions bibliographiques. Il est recommandé d'utiliser les modèles {{Ouvrage}}, {{Chapitre}}, {{Article}}, {{Lien web}} et/ou {{Bibliographie}}. Le mode d'édition visuel peut mettre en forme automatiquement les références.
- Insérer une infobox (cadre d'informations à droite) n'est pas obligatoire pour parachever la mise en page.

Pour une aide détaillée, merci de consulter Aide:Wikification.
Si vous pensez que ces points ont été résolus, vous pouvez retirer ce bandeau et améliorer la mise en forme d'un autre article.
Victrice (Victricius), est un saint et évêque de Rouen des IVe et Ve siècles, mort vers 415.
Ami de saint Martin, il est un des premiers évêques de Rouen, missionnaire dans l’Artois et la Flandre. Il organise les premières paroisses rurales dans son diocèse de Rouen. Il agrandit le petit sanctuaire de la ville afin d’accueillir de nombreuses reliques.

## Biographie
(février 2021).
Si vous disposez d'ouvrages ou d'articles de référence ou si vous connaissez des sites web de qualité traitant du thème abordé ici, merci de compléter l'article en donnant les références utiles à sa vérifiabilité et en les liant à la section « Notes et références ».
Victrice est né en Gaule, aux confins des frontières de l’Empire romain, quelques années après le Ier concile de Nicée. 
Dans sa jeunesse, il servait dans l’armée romaine, mais, craignant les dangers de l’état dans lequel il était engagé, il résolut d’abandonner la carrière militaire. Lors d’une revue générale, il se présenta devant le Tribun, et se dépouilla de ses armes en sa présence, il lui déclara qu’il renonçait au service et lui demanda son congé. Le Tribun, irrité de cette action, fit punir Victrice à coups de fouet et de bâton, puis l'envoya en prison. On ne l’en tira que pour le faire comparaître devant l’intendant de l’armée, qui semblait n'être venu au camp que pour le juger. 
Victrice lui déclara qu’étant devenu soldat de Jésus, il croyait devoir se retirer de l’armée pour le servir plus librement. L’intendant, peu satisfait de la réponse, le fit tourmenter pour l’obliger à reprendre les armes. Voyant ses efforts inutiles, il le condamna à avoir la tête tranchée.
Saint Paulin, nous raconte que Dieu fit plusieurs miracles afin de délivrer son serviteur. Ce saint rapporte que le bourreau qui menait Victrice au supplice, ayant mis la main sur son cou, comme pour marquer l’endroit où il devait frapper, perdit soudainement la vue. Cet accident l’empêcha de procéder à son office. Victrice fut reconduit en prison, et Dieu fit un second miracle en sa faveur. On lui avait attaché aux mains des fers qu’on avait serrés jusqu’aux os. Il pria ses gardes de les relâcher un peu, et ils virent les chaînes tomber d’elles-mêmes. Ses gardes n’osèrent les remettre, mais il coururent, épouvantés, raconter cette merveille à l’intendant, qui rendit la liberté à Victrice.
On ne sait en quel lieu il se retira, ni combien de temps il passa en prières et pénitences, avant d’être élevé à l’épiscopat vers 390. Saint Paulin le vit à Vienne en Dauphiné, et se recommanda à ses prières comme à celle d’un homme favorisé du ciel et estimé des plus saints personnages de son temps. 
On croit que saint Victrice mourut en l’an 417, son tombeau fut le théâtre de miracles et l’objet d’une grande vénération. Il est fêté le 8 juin.

## L'église de Rouen et le culte des saints
(février 2021).
Vers 393, Victrice se rend à Vienne et reçoit des reliques de saint André, des saints Gervais et Protais, etc., envoyées de Rome et de Milan par Ambroise de Milan et d'autres évêques d'Italie et convoyées par Aelianus. À l'occasion de l'arrivée des saintes reliques dans sa cité épiscopale, saint Victrice rédigea un traité pour expliquer le sens théologique et l'importance du culte des saints et de leurs reliques dans les usages chrétiens. C'est le De laude sanctorum, un ouvrage qui prend place dans la Patrologie latine. Il semble qu'aucun monument particulier n'ait été construit pour abriter ces reliques. Il est naturel de penser qu'elles furent déposées dans le lieu qui servait de cathédrale. En 396 s'élèvent à Rouen les murs d'une église construite à l'initiative du saint évêque. Entre 395 et 397, une deuxième arrivée de reliques fait son entrée à Rouen, qu'on transporte en grande pompe dans l'édifice inachevé. Une « ecclesia civitatis » est alors construite, mais ne semble pas être achevée. Le gros œuvre apparaît fini mais l'aménagement intérieur reste encore à faire. 
L’église de Rouen, devint, sous saint Victrice, une nouvelle Jérusalem, on y admirait un grand nombre de vierges dignes du Christ[non neutre]. Ainsi, la ville de Rouen, qui jusque-là était peu connue, même dans les provinces voisines, devint célèbre jusqu’aux provinces les plus reculées[réf. nécessaire].
Au milieu du IXe siècle, afin de protéger les saintes reliques des invasions normandes, on les transporta au fort de Braine (près de Soissons) et elles y seront conservées jusqu’à la Révolution française. Mais ce n’est qu’en 1865 que le cardinal de Bonnechose, archevêque de Rouen, procéda à la translation des reliques de saint Victrice.

### Sources
- Vies des saints, Tours, 1861 , p. 430.
- Henri Congnet, Notice sur la translation des reliques de saint Yved et saint Victrice en la ville de Braine, Paris, 1865
- Historiographie Sulpice-Sevère et saint Paulin de Nole